# Sønder Stenderup Kirke
Sønder Stenderup Kirke er beliggende i byen Sønder Stenderup, sydøst for Kolding. Kirken tilhører Sønder Stenderup Sogn, i Kolding Provsti under (Haderslev Stift). Efter kommunalreformen i 2007 lå det i Kolding Kommune, (Vejle Amt) og indtil kommunalreformen i 1970 lå det i Nørre Tyrstrup Herred, (Vejle Amt).

## Om kirken
Kirken er sandsynligvis bygget mellem 1150-1200 i romansk stil, mens tårnet mod vest er opført ca. år 1500, i sengotisk stil med røde munkesten. Det blytækkede pyramidespir med skifertag og våbenhuset med tag af tegl, er fra 1700-tallet.
Sydsiden af tårnmuren, er forsynet med en del jernankre, hvoraf nogle gengiver forskellige navnetræk. Øverst er Christian 7.’s monogram, derefter amtmand von Ahlefeldts, provst Strodtmanns og pastor Jessens. Nederst ses kirkeværgerne Simon Uldalls og Jep Hansen Becks initialer.
Kirkens nordside er bevaret i den oprindelige romanske stil med med de typiske rundbuede vinduer, men en kvindedør i skibets nordvæg er dog muret til. Sydsiden opført i forskellige materialer og fik ved en stor istandsættelse i 1869, de store vinduer. Skibet er bygget af kløvede farvede kampesten.
Tårnet blev opført af munkesten i slutningen af 1400-tallet. 1806 blev tårnets sydmur samt halvdelen af muren mod vest nedbrudt og erstattet med almindelige mursten.Ved en hovedistandsættelse i 1869, der blev ledet af L.A. Winstrup, blev korbuen fjernet og bjælkeloftet underklædt med fladt gipsloft med stukdekorationer.
Tårnrummet indgår som en del af kirkerummet.

### Ingeniør
Prædikestolen er enkel og den romanske døbefont er anbragt på en rund fod med svagt markerede arkader. Dåbsfad og kande er af kobber.
Altertavle er et billedskærerarbejde fra den sengotiske periode. Figurerne, som har været meget farvestrålende fremstår med resterne af den oprindelige staffering.
Orgelet er bygget af Frobenius Orgelbyggeri i 1947 og hovedistandsat 1987. Det har 10 stemmer fordelt på 2 manualer og pedal.

## Gravminder
På kirkegården ligger blandt andet Christian Fugl Svendsen, modstandsmand og leder af en militærgruppe under Polyteknikerafdelingen, han døde under et sammenstød gruppen havde med en tysk patrulje.
- Gravsted på kirkegården for Chr. Fugl Svendsen 1923-1945
- Gammel gravsted